# Liparis aurantiorbiculata
Liparis aurantiorbiculata är en orkidéart som beskrevs av Jeffrey James Wood och Anthony L. Lamb. Liparis aurantiorbiculata ingår i släktet gulyxnen, och familjen orkidéer. Inga underarter finns listade i Catalogue of Life.